# Pièces (album musical)
Pour les articles homonymes, voir Pièce.
 (mars 2021).
Albums de Gilles Valiquette
Où est passé le temps ?
(1992) Demandes spéciales
(1994)
Pièces est le 8e album studio de Gilles Valiquette lancé en 1993. 

## Historique
L'album Pièces parait 14 ans après le précédent album Valiquette, sur lequel Gilles Valiquette joue l'ensemble des instruments. 
L'album est réalisé et produit par Valiquette avec l'aide de son ingénieur Quentin Meek.

## Parution et accueil
L'album est bien accueilli par la critique et ses extraits radiophoniques figurent au sommet des palmarès. Mets un peu de soleil dans notre vie atteint d'ailleurs la première position et figure pendant près de 6 mois au top 50.

## Fiche technique

### Titres
Toutes les chansons sont écrites et composées par Gilles Valiquette.
| No  | Titre                                | Durée |
| --- | ------------------------------------ | ----- |
| 1.  | Mets un peu de soleil dans notre vie |       |
| 2.  | Les routes de l'ennui                |       |
| 3.  | Laisse donc faire                    |       |
| 4.  | Ne te laisse pas dormir debout       |       |
| 5.  | Tout en douceur                      |       |
| 6.  | Pour l'éternité                      |       |
| 7.  | Ensemble                             |       |
| 8.  | Téléphone-moi (j'aimerais savoir)    |       |
| 9.  | Dans la belle province               |       |
| 10. | Une pièce dans la nuit               |       |

### Personnel
- Gilles Valiquette : Guitare synthétiseur, percussions, chant
- Michel April : Basse, Synthétiseur basse, synthétiseur, batterie
- Yoland Houle : Basse
- Jean-Pierre Lambert : Synthétiseur
- Simon Leclerc : Synthétiseur
- Monique Fauteux, Pierre Bertrand : Chœurs
- Quentin Meek : Tambourin

### Production
- Réalisation, production : Gilles Valiquette
- Luc Beaugrand, Quentin Meek, Gilles Valiquette : Ingénieurs
- Stéphane Brochu, Martin Rouillard, Conrad Vincent : Assistants ingénieurs
- Studio : Studio PGV Montréal
- Bill Kipper, Disques SNB Montréal : Gravure et correction numérique
- Luc Pilon pour les studios Graphidée Inc. : Graphisme et photographies